# Кьенес
Кьенес (итал. Chienes) — коммуна в Италии, располагается в регионе Трентино — Альто-Адидже, в провинции Больцано.
Население составляет 2644 человека (2008 г.), плотность населения составляет 80 чел./км². Занимает площадь 33 км². Почтовый индекс — 39030. Телефонный код — 0474.
Покровителями коммуны почитаются святые апостолы Пётр и Павел, празднование 29 июня.

## Демография
Динамика населения:

## Администрация коммуны
- Официальный сайт: http://www.comune.chienes.bz.it/